# Aphobetus maskelli
Aphobetus maskelli är en stekelart som beskrevs av Howard 1896. Aphobetus maskelli ingår i släktet Aphobetus och familjen puppglanssteklar. Inga underarter finns listade i Catalogue of Life.